# Langzehenstrandläufer
Der Langzehenstrandläufer (Calidris subminuta) ist eine Art aus der Familie der Schnepfenvögel. Die IUCN stuft den Langzehenstrandläufer als  (=least concern – nicht gefährdet) ein. Der Bestand wird von der IUCN auf 25.000 geschlechtsreife Individuen geschätzt.

## Erscheinungsbild
Der Langzehenstrandläufer erreicht eine Körperlänge von 13 bis 14 Zentimeter. Die Flügelspannweite beträgt 33 bis 35 Zentimeter. Das Gewicht variiert zwischen 25 und 35 Gramm.
Der Langzehenstrandläufer weist im Prachtkleid und im Schlichtkleid sehr große Ähnlichkeit mit dem Wiesenstrandläufer auf, er ist allerdings etwas langhalsiger als diese Art. Langzehenstrandläufer haben im Prachtkleid einen kastanienbraunen Oberkopf, der dunkelbraun und weiß gestreift ist. Die Wangen sind blass kastanienfarben. Die Brust ist blass gelblich-braun mit dünnen Linien. Der Mantel ist dunkelbraun bis schwarz. Die Federn auf dem Rücken sind dunkel kastanienfarben bis blassgelblich gesäumt, wodurch das Rückengefieder deutlich geschuppt erscheint. Im Schlichtkleid sind Kopf und Körperoberseite adulter Vögel braungrau. Die Körperunterseite ist weiß, wobei die Brust braungrau gestreift ist. Der Schnabel ist schwarz und an der Schnabelspitze leicht nach unten geboten. Die Iris ist dunkelbraun. Die Füße und Beine sind gelb-grünlich.
Die Verbreitungsgebiete von Wiesenstrandläufer und Langzehenstrandläufer überlappen sich nicht, da der Wiesenstrandläufer eine nearktische Art ist. Im Verbreitungsgebiet kann er vor allem mit dem Zwergstrandläufer und dem Rotkehlstrandläufer verwechselt werden, unterscheidet sich von diesen Arten durch seine gelb-grünlichen Beine.

## Verbreitungsgebiet
Der Langzehenstrandläufer ist eine ausschließlich paläarktische Art. Er brütet in Sibirien östlich des Ob, in der Region um Magadan, im Süden der Tschuktschenhalbinsel, im Norden der Kamtschatka und auf den Kommandeurinseln. Als Lebensraum präferieren Langzehenstrandläufer die Bergtundra, sie kommen aber auch in Sumpfgebieten vor.
Langzehenstrandläufer sind Zugvögel und ziehen im Winterhalbjahr in den Südosten Asiens, nach Indonesien und Australien. In den Überwinterungsgebieten ist der Langzehenstrandläufer häufig mit dem Temminckstrandläufer und dem Rotkehlstrandläufer vergesellschaftet. Überwinternde Vögel werden häufig in Sumpfgebieten im Binnenland, aber auch gelegentlich in Schwemmland an der Küste und zwischen Sanddünen beobachtet.

## Lebensweise

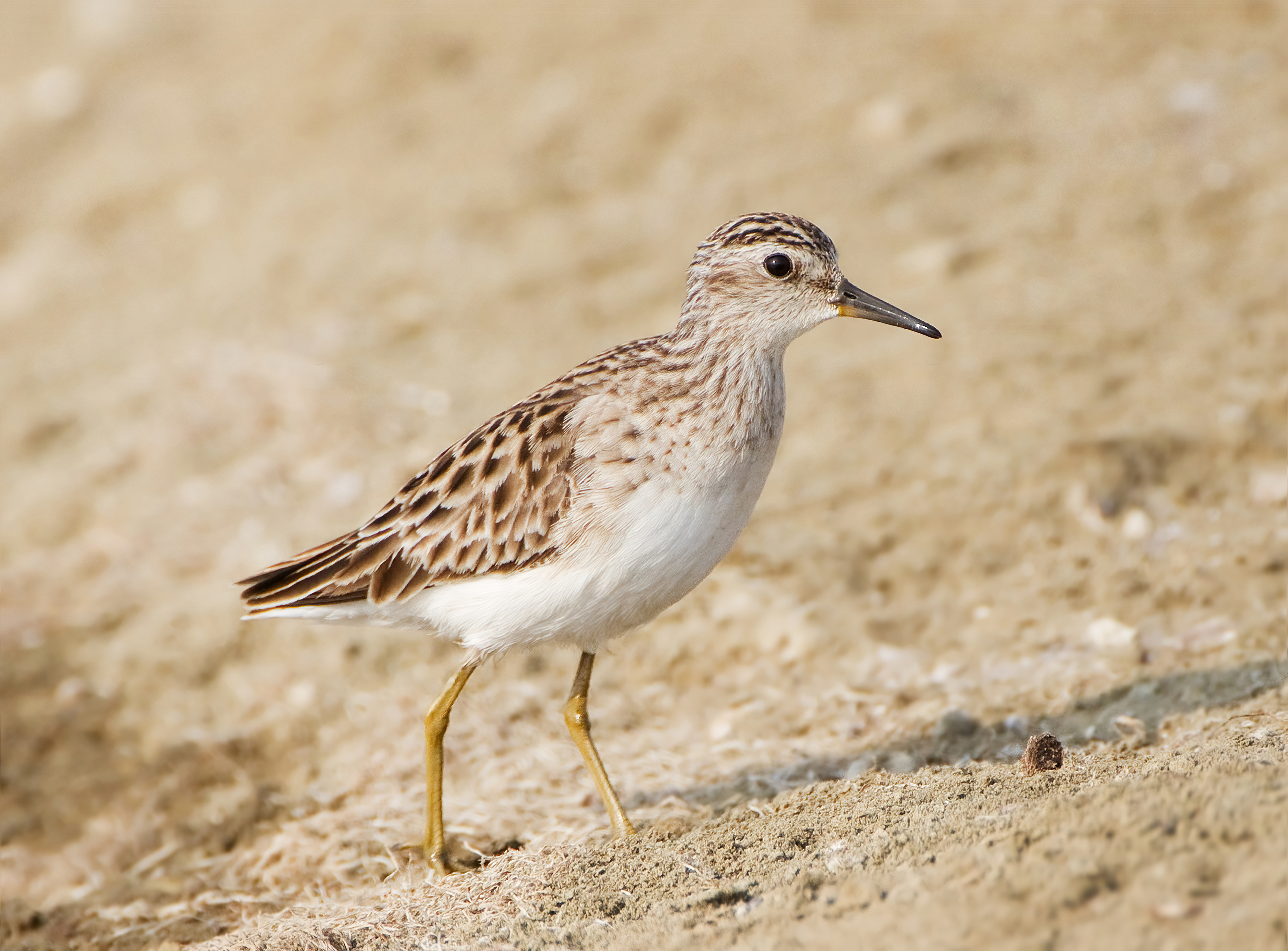
Langzehenstrandläufer

Der Langzehenstrandläufer frisst ausschließlich Wirbellose, die er von Pflanzen pickt. Er lebt überwiegend gesellig und nistet regelmäßig auch in Kolonien. Das Nest ist eine flache Mulde zwischen Vegetation in der Nähe von Wasser. Das Gelege besteht aus zwei bis vier Eiern. Diese haben eine graugrünliche Grundfarbe und sind braun gefleckt. Die Brutzeit beträgt 18 bis 22 Tage. An der Brut sind beide Elternvögel beteiligt. Die Jungvögel werden gewöhnlich vom Männchen geführt. Die Weibchen verlassen nach dem Schlupf der Küken das Brutrevier. Die Jungvögel sind nach 17 bis 22 Tagen flügge und sind kurz danach unabhängig. Sie werden in einem Alter von einem Jahr geschlechtsreif.

## Belege

### Einzelbelege
1. ↑   Factsheet auf BirdLife International
2. ↑   Sale, S. 187
3. ↑   Sale, S. 187